# Moara de apă din Cătina
Moara de apă din Cătina este un monument istoric aflat pe teritoriul satului Cătina, comuna Cătina.